# Marko T Wramén
Marko T Wramén, född 1968 i Malmö, är en svensk författare, fotograf, förläggare, journalist och konstnär. De senaste åren har resande med tåg stått i fokus, i föredrag och artiklar men framförallt genom reseguiderna Med tåg genom Europa, Tåg och mat i Italien samt Upplev Tyskland med tåg. Bland de hittills 21 böckerna märks också Historiska Berlin – Reseguide till andra världskriget och kalla kriget som släpptes i oktober 2019 inför 30-årsjubileet av Berlinmurens fall. 2025 kommer boken 100 fantastiska svenska öar – och en halvö på bokförlaget Lind & Co. Precis som många av de andra reseguideböckerna är den skriven tillsammans med Anna W Thorbjörnsson.   
Han har också utmärkt sig  med bilder och filmer från undervattensvärlden, både dokumentära och i olika konstprojekt, vilket lett till flera utställningar i Sverige och utomlands samt priser i sex länder. Bland annat har undervattenskonstfotoprojektet Waterlife  tillsammans med Anna W Thorbjörnsson fått uppmärksamhet i Kanada, Frankrike och Nederländerna.   
Han var redaktör på Lundagård 1994-1995 och redaktör på dyktidningen UVM på 1990-talet, chefredaktör för tidningen DYK 2011-2013 och redaktör på skärmflygtidningen Hypoxia 2007-2014. Marko är internationell valobservatör för Sverige, ordförande i en svensk vallokal, samt har tidigare arbetat med bistånd i Mellanöstern (2006-2008), som fotostringer för Göteborgs-Posten i Bryssel (2005) och som mediaexpert i de internationella fredsstyrkorna i Kosovo (2000-2001).   
Han driver förlaget Förlag Waterglobe Productions samt fotograferar och filmar i luften genom Flygfilmfoto.
2014 instiftade han stipendiet Biljetten som premierar medarbetare på Lundagård.

## Filmografi
- 1998 Fridykning, dokumentär för SVT Äventyr, belönad med spanska olympiska kommitténs prisInternational Sport Films Festival, Santander, Spanien, 2000.
- 1999 Vrakdykning, dokumentär för SVT Äventyr, belönad med Prix Dimitri Rebikoff på Festial Mondial de l’images Sous-Marine, Antibes, 1999, förstapris på Festivale Internazionale video cinematografica Subacquea, Isola D’Elba, 1999, juryns specialpris på Moscow International Festival of Mountaineering and Adventure Films, 2000.
- 2003 Konstgjorda rev, naturkortfilm, SVT Mitt i Naturen
- 2004 Undervattenslivet vid Ringhals (med Erik Thulin) , naturkortfilm, SVT Mitt i Naturen
- 2004 Hummerns sexliv (med Erik Thulin), naturkortfilm, SVT Mitt i Naturen
- 2012 Black Well (med Jenny K Lundgren), konstfilm
- 2013 Cold Water, musikvideo med Cure-a-Phobia
- 2013 Deathbed, musikvideo (med Christine Owman), prisbelönt på Action On Film International Film Festival, California 2013.
- 2014 Alles was war (med Anna W Thorbjörnsson), musikvideo med The Headlines
- 2021 Marina naturreservat i Helsingborg, naturkortfilm, Deep Sea Reporter
- 2022 Svältande sjökor i Florida, naturkortfilm, Deep Sea Reporter
- 2023 Tumlare vid Kullaberg, naturkortfilm, Deep Sea Reporter
- 2023 Hoten mot tumlarna, naturkortfilm, Deep Sea Reporter

## Utmärkelser
- Försvarsmaktens medalj för internationella insatser
- NATO medalj i brons för (KFOR), Kosovo
- Försvarsmaktens grundutbildningsmedalj